# Ewa (obraz Chaima Soutine’a)
Ewa – obraz autorstwa białoruskiego malarza ekspresjonistycznego Chaima Soutine’a.

## Opis
Obraz olejny na płótnie o wymiarach 65 na 54 cm. Przedstawia kobietę ze skrzyżowanymi ramionami i wykrzywionymi ustami.

## Historia
Obraz został namalowany w 1928 roku. W 2013 roku obraz trafił do kolekcji prezesa Biełhazprambanku Wiktara Babaryki, który kupił go na aukcji w Nowym Jorku za 1,8 mln dolarów, co jest najwyższą kwotą w historii Białorusi.
Obrazy z liczącej ok. 150 pozycji kolekcji Babaryki można było oglądać na wystawie w galerii Art-Belarus w Mińsku. Kiedy Babaryka chciał wystartować w wyborach na prezydenta Białorusi w 2020 r., władze uniemożliwiły mu start, aresztowały go i skonfiskowały kolekcję dzieł sztuki, w tym Ewę Soutine’a.
W trakcie protestów przeciw sfałszowaniu wyborów, w galerii wystawiono kody QR w pustych ramach, a na demonstracjach pojawiali się ludzie noszący naklejone na ubranie reprodukcje skonfiskowanych dzieł. Pojawiły się wówczas także w internecie i na demonstracjach przeróbki obrazu z Ewą pokazującą środkowy palec, z Ewą za więziennymi kratami, z Ewą w więziennym pasiaku oraz z Ewą aresztowaną przez OMON.